# Strijen
Strijen és un municipi de la província d'Holanda del Sud, al sud dels Països Baixos. L'1 de gener del 2009 tenia 8.958 habitants repartits sobre una superfície de 57,72 km² (dels quals 6,59 km² corresponen a aigua). Limita al nord amb Binnenmaas, a l'oest amb Cromstrijen i al sud amb Moerdijk. L'1 de gener de 2019 va fusionar amb Korendijk, Oud-Beijerland, Cromstrijen i Binnenmaas i formar el municipi nou Hoeksche Waard. La nova entitat amb uns 85.000 habitants (2018) és un dels municipis més grossos dels afores de Rotterdam.

## Veïnats
Cillaarshoek, De Klem, Mookhoek, Oudendijk i Strijensas.

## Nascut a Strijen
- Anton Corbijn, fotògraf i cineasta